# Selección masculina de hockey sobre hierba de Ecuador
La Selección masculina de hockey sobre césped de Ecuador es el equipo formado por jugadores de nacionalidad ecuatoriana, que representa a Ecuador en las competiciones internacionales de hockey sobre césped, oficialmente desde el 2013.

## Estadísticas

### Juegos Bolivarianos
- 2013: 6.º puesto[2]

### Challengue Panamericano
- 2015 8.º puesto[3]
- 2021 3.º puesto[4]

### Campeonato Suramericano
- 2016: 6.º puesto[5]

## Plantel

### Challengue Panamericano 2021[6]
- 1 	Palacios Lincoln (GK)
- 4 	Vasquez Sergio
- 5 	Torres Wilson (C)
- 6 	Palma Anthony
- 7 	Soria Harold
- 9 	Roldan Galvin
- 10 Noble Derek
- 11 Castro Aaron
- 15 Bowen Juseph
- 16 Escalante Kevin
- 17 Rivera Eloy
- 18 Santos Gabriel
- 19 Mendoza Estevan
- 21 Bombon Yeremy
- 22 Aray Lider
- 23 Ormaza Jose
- 25 Carrillo Jefferson (GK)
- 29 Mendieta Leonardo